# 週刊わたしのキモいペット
『週刊わたしのキモいペット』（しゅうかんわたしのキモいペット）は、衛藤ヒロユキによる日本の漫画作品。2008年に携帯コミックとしてコミックa〜Ha・コミックi・コミックシーモアの各サイトで順次、配信され2009年にマッグガーデンより単行本が発売された。全24話。

## ストーリー
カイデルタウンではペットを飼うのが流行しているが、12歳の女の子・野宮インコは母親がペットを飼うことに余り賛成していないため、ペットを自慢する友達が羨ましくて仕方が無かった。
ある日の晩、インコは神様に「ペットをください」と祈る。すると、窓から「ペットの神」を自称するニャンプラーが出現。ニャンプラーはこれから毎週、インコにペットを配送するので気に入ったペットを見つけて欲しいと言い、姿を消す。そして、翌朝からインコの所へ様々なペットが贈られて来るようになるが、一癖も二癖もあるペットばかりでインコのお気に入りはなかなか見つからないのであった。

## 登場人物
野宮 インコ（のみや インコ）
カイデルタウンに住む12歳の女の子。母親がペットを飼うことに余り賛成しておらず、友達のペット自慢を羨ましがっていた所でニャンプラーと遭遇し、キモいペットを次々に送り付けられる。
ニャンプラー
「ペットの神」を自称する、胴長のネコ状の生物。手足と胴体は伸縮自在で、いつもえらそうに喋る。
インコとの初対面時には「ペットの神」を自称していたが、ペット神はニャンプラーとは別に存在し、ニャンプラーはその配下として「なでられよペット!」を合い言葉として人間界にペットを普及させることを目的に行動している。
タカメ
インコと同じクラスで、お金持ちのお嬢様。流行に合わせて次々と新しいペットを連れて来て自慢する。
イギー
インコが憧れている美少年。いつも何かカッコイイことをしながら登場する。
ネコヤマさん
ニャンプラーが連れて来たペットの1人（1匹?）。ネコの着ぐるみをかぶった中年男性にしか見えないが、性格は温厚。妻・ミミコ、息子・シニャモンの3人（3匹?）家族で、全員が着ぐるみだがシニャモンはなかなかのイケメン。

## 単行本
- 2009年3月25日初版 ISBN 9784861276132